# Reindustrializace
Reindustrializace je ekonomický, sociální a politický proces v organizaci národních zdrojů, za účelem znovuobnovení průmyslové výroby. Tento proces probíhá v důsledku potřeby oživit národní ekonomiky.

## Výklad
Poprvé byl proces reindustrializace zaznamenán v Jihovýchodní Asii, v Číně a Indii. Tyto státy byly v období od 18. do 20. století koloniemi a jejich původní průmyslová výroba utrpěla během této doby značné ztráty. Po několika desítkách let od osamostatnění začaly tyto státy obnovovat svoji původní průmyslovou výrobu – začala reindustrializace. Během několika let se dostaly na úroveň průmyslu před kolonizací, a tuto úroveň postupně několikanásobně zvýšily.
V případě USA došlo k reindustrializaci později, po roce 2010. Dříve většina výroby velkých amerických společností probíhala v asijských zemích. V roce 2010 byl v USA schválen zákon US Manufacturing Enhancement Act, který snížil nebo úplně zrušil dovozní cla na většinu výrobních materiálů. Vláda tímto krokem chtěla zvýšit počet pracovních míst na americkém trhu. V reakci na podepsání zákona došlo u několika amerických společností k postupnému návratu výroby zpět do USA. Tyto společnosti navíc investovaly kapitál do rozšíření jejich výroby. Jmenovitě se jednalo o společnosti Ford nebo Intel. 
V kontextu klesajícího podílu OECD na světovém HDP a outsourcingu výroby a služeb je reindustrializace považována za kontrast k deindustrializaci, procesu, při kterém je průmysl, zejména zpracovatelský, přemisťován za hranice země a snaží se tento trend zvrátit.

## Příčiny reindustrializace
1. V kontextu asijských ekonomik je reindustrializace přirozeným procesem ekonomického růstu, v němž bývalé průmyslové velmoci jako je Čína, Indie nebo některé státy jihovýchodní Asie obnovují své ekonomiky.
2. Zastánci reindustrializace se domnívají, že výroba a další průmyslová pracovní místa jsou sociálně a ekonomicky vhodnější než pracovní místa v sektoru služeb nebo financí.
3. Obavy z vojenské nebo národní bezpečnosti motivují politiku reindustrializace, což odráží touhu po soběstačnosti a strach z obchodních cest a zásobování podniků v dobách konfliktu.
4. Politika reindustrializace může odrážet obavy ohledně obchodní bilance.[3][4]